# ويليام جي. تومسون
ويليام جي. تومسون (بالإنجليزية: William G. Thompson)‏ هو سياسي أمريكي، ولد في 23 يوليو 1842 في لانكستر في الولايات المتحدة، وتوفي في 20 يوليو 1904 في يونكيرس في الولايات المتحدة بسبب حادث مرور. حزبياً، نشط في الحزب الجمهوري والحزب الديمقراطي. وقد انتخب عضو مجلس ولاية ميشيغان.